# David Kreps
David Marc Kreps (* 18. Oktober 1950 in New York City) ist ein US-amerikanischer Wirtschaftswissenschaftler.

## Leben und Wirken
Kreps erwarb 1972 seinen Artium Baccalaureus in Mathematik am Dartmouth College und 1975 seinen Master of Arts sowie seinen Ph.D. in Operations Research an der Stanford School of Engineering der Stanford University. Seit 1975 ist er an der Graduate School of Business der Stanford University tätig: 1975 bis 1978 war er Assistenzprofessor, 1978 bis 1980 außerordentlicher Professor und seit 1980 ist er ordentlicher Professor für Wirtschaftswissenschaft. Gastprofessuren führten ihn an die Yale University (1982), Harvard University (1983–1984), Hebräische Universität Jerusalem (1985), Universität Paris-Dauphine (1986), Universität Tel Aviv (1989–1990), University of Oxford (1990) und an die Wirtschaftsuniversität Luigi Bocconi (1992). 1983 wurde er Forschungsstipendiat der Alfred P. Sloan Foundation (Sloan Research Fellow).
Kreps arbeitet hauptsächlich auf den Gebieten der Entscheidungsfindung, der Spieltheorie und der Preistheorie. Im Besonderen beschäftigt er sich mit dynamischer Entscheidungsfindung, mit Finanzmärkten, mit begrenzter Rationalität und Personalwesen.
Aufgrund der Zahl seiner Zitierungen zählt ihn Clarivate Analytics seit 2018 zu den Favoriten auf einen Alfred-Nobel-Gedächtnispreis für Wirtschaftswissenschaften (Clarivate Citation Laureates).
Kreps hat drei Kinder und seine Hobbys sind Kochen und Training im Jugendsportbereich.

## Auszeichnungen
- 1989 John Bates Clark Medal (American Economic Association)
- 1991 MBA Distinguished Teaching Award (Graduate School of Business, Stanford)
- 2001 Ehrendoktor der Universität Paris-Dauphine
- 2007 CME Group/MSRI Prize in Innovative Quantitative Applications
- 2018 John J. Carty Award
- 2018 Nemmers-Preis für Wirtschaftswissenschaften

## Mitgliedschaften
- 1975 Econometric Society
- 1989 American Economic Association
- 1992 American Academy of Arts and Sciences
- 1997 National Academy of Sciences

## Werke
Bücher
- Notes on the Theory of Choice. Westview Press, Boulder, Colorado 1988, ISBN 0-8133-7553-3.
- A Course in Microeconomic Theory. Princeton University Press, Princeton, New Jersey 1990, ISBN 0-691-04264-0; deutsch als: Mikroökonomische Theorie. Verlag Moderne Industrie, Landsberg/Lech 1994, ISBN 3-478-39280-2.
- Game Theory and Economic Modelling. Clarendon Press, Oxford 1990, ISBN 0-19-828357-1.
- mit James N. Baron: Strategic Human Resources. Frameworks for General Managers. Wiley, New York [u. a.] 1999, ISBN 0-471-07253-2.
- Microeconomics for Managers. W. W. Norton, New York [u. a.] 2004, ISBN 0-393-97678-5.

Artikel (Auswahl)
- A note on “fulfilled expectations” equilibria. In: Journal of Economic Theory. Band 14, Nr. 1, Februar 1977, S. 32–43.
- mit Evan L. Porteus: Temporal Resolution of Uncertainty and Dynamic Choice Theory. In: Econometrica. Band 46, Nr. 1, Januar 1978, S. 185–200.
- A Representation Theorem for "Preference for Flexibility. In: Econometrica. Band 47, Nr. 3, Mai 1979, S. 565–577.
- mit J. Michael Harrison: Martingales and arbitrage in multiperiod securities markets. In: Journal of Economic Theory. Band 20, Nr. 3, Juni 1979, S. 381–408.
- mit Robert Wilson: Reputation and imperfect information. In: Journal of Economic Theory. Band 27, Nr. 2, August 1982, S. 253–279.
- mit Robert Wilson: Sequential Equilibria. In: Econometrica. Band 50, Nr. 4, Juli 1982, S. 863–894.
- mit José Scheinkman: Quantity Precommitment and Bertrand Competition Yield Cournot Outcomes. In: Bell Journal of Economics. Band 14, Nr. 2, 1983, S. 326–337.
- mit In-Koo Cho: Signaling Games and Stable Equilibria. In: The Quarterly Journal of Economics. Band 102, Nr. 2, Mai 1987, S. 179–221.
- mit Drew Fudenberg: Reputation in the Simultaneous Play of Multiple Opponents. In: Review of Economic Studies. Band 54, Nr. 4, Oktober 1987, S. 541–568.
- mit Robert Wilson: Corporate Culture and Economic Theory. In: James E. Alt and Kenneth A. Shepsle (Hrsg.): Perspectives on Positive Political Economy. Cambridge University Press, Cambridge [u. a.] 1990, ISBN 0-521-39221-7, S. 90–143
- Static choice in the presence of unforeseen contingencies. In: Partha Dasgupta, Douglas Gale, Oliver Hart und Eric S. Maskin (Hrsg.): Economic Analysis of Markets and Games. Essays in Honor of Frank Hahn. MIT Press, Cambridge, Mass. [u. a.] 1992, ISBN 0-262-04127-8, S. 565–577.
- mit Drew Fudenberg: Learning in Extensive-Form Games I: Self-Confirming Equilibrium. In: Games and Economic Behavior. Band 8, Nr. 1, 1995, S. 20–55.
- Markets and Hierarchies and (Mathematical) Economic Theory. In: Industrial and Corporate Change. Band 5, Nr. 2, 1996, S. 561–595.
- Economics. The current position. In: Daedalus. Band 126, Nr. 1, 1997, S. 59–85.
- Intrinsic Motivation and Extrinsic Incentives. In: American Economic Review. Band 87, Nr. 2, Mai 1997, S. 359–364.